# Rivière Muskrat (Grand lac Saint-François)
Pour les articles homonymes, voir Rivière Muskrat.
La rivière Muskrat est un tributaire du Grand lac Saint-François lequel constitue le lac de tête de la rivière Saint-François. Le cours de la rivière Muskrat" traverse le territoire de la municipalité de Adstock, dans la MRC Les Appalaches, dans la région administrative de Chaudière-Appalaches, sur la Rive-Sud du fleuve Saint-Laurent, au Québec, Canada.

## Géographie
Les principaux bassins versants voisins de la rivière Muskrat sont :
- côté nord : ruisseau Tardif-Bizier, rivière des Hamel, rivière Fortin-Dupuis, rivière Prévost-Gilbert ;
- côté est : petite rivière Muskrat ;
- côté sud : grand lac Saint-François ;
- côté ouest : rivière de l'Or.

La rivière Muskrat prend sa source au sud du village de Saint-Méthode-de-Frontenac et au nord du lac Rochu (altitude : 343 m).
À partir de sa tête, la rivière Muskrat coule sur 5,1 km vers l'ouest, en traversant la route 267, jusqu'à la rive est du lac Bolduc (longueur 1,8 km ; largeur maximale : 0,8 km ; altitude : 311 m) que le courant traverse sur sa pleine longueur vers l'ouest. Les rives sud et est du lac Bolduc comportent plusieurs dizaines de chalets.
À partir du lac Bolduc, la rivière Muskrat coule sur 5,3 km vers le sud-ouest en milieu forestier en collectant les eaux des cours d'eau Poulin et Rodrigue et en passant à l'est du village de Saint-Daniel, jusqu'à son embouchure.
L'embouchure de la rivière Muskrat se déverse en zone de marais (du côté Est) au fond de la "baie aux Rats Musqués" qui constitue une extension de la rive nord-est du Grand lac Saint-François. L'embouchure de la rivière Muskrat se déverse en confluence avec la Petite rivière Muskrat, dans la zone nord du Parc national de Frontenac.

## Toponymie
Jadis, cette rivière était aussi désignée selon l'appellation française : rivière aux Rats Musqués.
Le toponyme Rivière Muskrat a été officiellement inscrit le 4 août 1969 à la Commission de toponymie du Québec.